# Gmina miejska Rakovica
Gmina miejska Rakovica (serb. Gradska opština Rakovica / Градска општина Раковица) – gmina miejska w Serbii, w mieście Belgrad. W 2018 roku liczyła 108 198 mieszkańców.